# Imagine for Margo
Imagine For Margo - Children Without Cancer est une association loi de 1901, créée en 2011 en France, qui mène des actions de sensibilisation et de collecte de fonds afin d’aider la recherche européenne sur des traitements spécifiques, innovants et plus efficaces pour les enfants atteints de cancer.

## Histoire
En mars 2009, Margaux, atteinte d'une tumeur au cerveau, a initié une collecte de fonds qui a généré un immense élan de générosité et de solidarité. 103 000 euros ont été remis à l’équipe pédiatrique de l’Institut de cancérologie Gustave Roussy à Villejuif pour permettre de finaliser une étude sur les gliomes du haut grade[réf. souhaitée].
En novembre 2011, l'association Imagine For Margo a été créé à la suite de son décès à l'âge de 14 ans afin de poursuivre son initiative[réf. souhaitée].

## Activités
- Promotion et soutien des projets de recherche et de développement de nouveaux médicaments et traitements pour les enfants et adolescents atteints de cancers[réf. souhaitée].
- Participation et l'organisation d'évènements permettant la collecte de fonds auprès des particuliers et entreprises,

Organisation de campagnes d'information, de colloques et de conférences sur les cancers pédiatriques[réf. souhaitée],
- Favorisation d'échanges entre les familles et les professionnels, chercheurs, praticiens et spécialistes[réf. souhaitée].

## Organisation
L'association est gérée par un Comité d'Administration composé de 9 membres, dont les parents de Margaux[réf. souhaitée]. Imagine for Margo travaille avec des partenaires scientifiques et avec des centres de recherche contre les cancers pédiatriques[réf. souhaitée].

### Soutiens par des personnalités médiatiques
L'association bénéficie régulièrement du soutien de la part de personnalités médiatiques[réf. souhaitée].